# Isuzu Aska
Isuzu Aska — серия среднеразмерных автомобилей, выпускавшихся с 1983 по 2002 год японской компанией Isuzu. Изначально автомобили выпускались на платформе J-car американской корпорации General Motors, но после того, как компания Isuzu отказалась от производства легковых автомобилей, название было применено к ребеджинговым версиям Subaru Legacy (с 1990 по 1993 год) и Honda Accord (с 1994 по 2002 год), которые продавались через японскую дистрибьюторскую сеть Isuzu.
Название Aska происходит от японского слова «Асука», которое является старым названием села Асука в префектуре Нара в Японии. Поскольку название «Асука» может быть неправильно произнесено в других странах, из названия убрали букву «у», представив модель как «Аска».

## Первое поколение (1983—1989)
Isuzu Aska дебютировал в марте 1983 года на платформе J-car. Кузов — четырёхдверный седан. От других вариантов автомобиль отличался дизайном задней части. С 1983 по 1984 год автомобиль выпускался под названием «Florian Aska», а в 1985 году автомобиль был переименован в «Aska».
Изначально автомобили Isuzu Aska первого поколения оснащались карбюраторными бензиновыми двигателями объёмом 1,8—2,0 л, а в апреле 1983 года в моторную гамму был включён дизельный двигатель. С августа 1983 года автомобили оснащались турбодизельным двигателем мощностью 65 кВт (89 л. с.). В октябре 1983 года в моторную гамму был включён 2,0-литровый бензиновый двигатель с турбонаддувом и впрыском топлива мощностью 150 л. с. под названием LJ Turbo. В ноябре 1985 года немецкое тюнинговое ателье Irmscher (специализировавшееся на автомобилях Opel, но сотрудничавшее с Isuzu и по некоторым другим моделям) разработало специальную версию Isuzu Aska. Она отличалась характерным обвесом и стала культовым объектом своего рода среди некоторых японских автолюбителей.
С сентября 1984 года 2,0-литровый атмосферный двигатель, применявшийся в Aska 2.0, работал в паре с пятиступенчатой полуавтоматической трансмиссией NAVi5 с системой электронного управления сцеплением, появившейся задолго до Alfa Romeo Selespeed. С марта 1985 года дизельные двигатели также работали в паре с пятиступенчатой полуавтоматической трансмиссией NAVi5, а с сентября 1986 года трансмиссия NAVi5 применяется в комплектации LG с дизельным двигателем. В июле 1985 года, в ходе незначительной модернизации, шильдик «Florian» был исключён из названия.

В марте 1989 года автомобили Isuzu Aska первого поколения были сняты с производства; всего было выпущено 108512 автомобилей. 

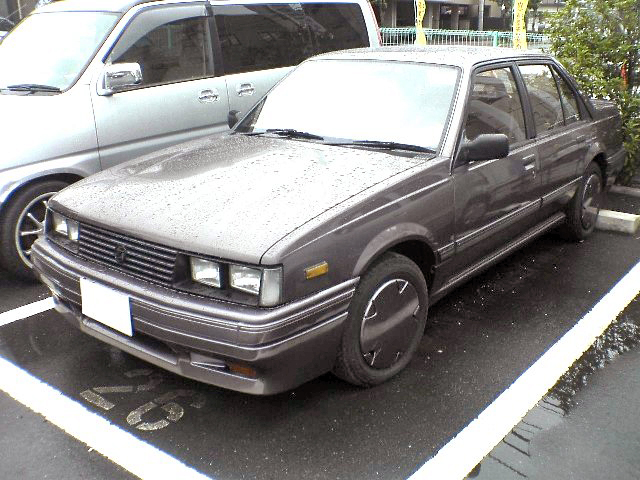
JJ120 Aska Irmscher
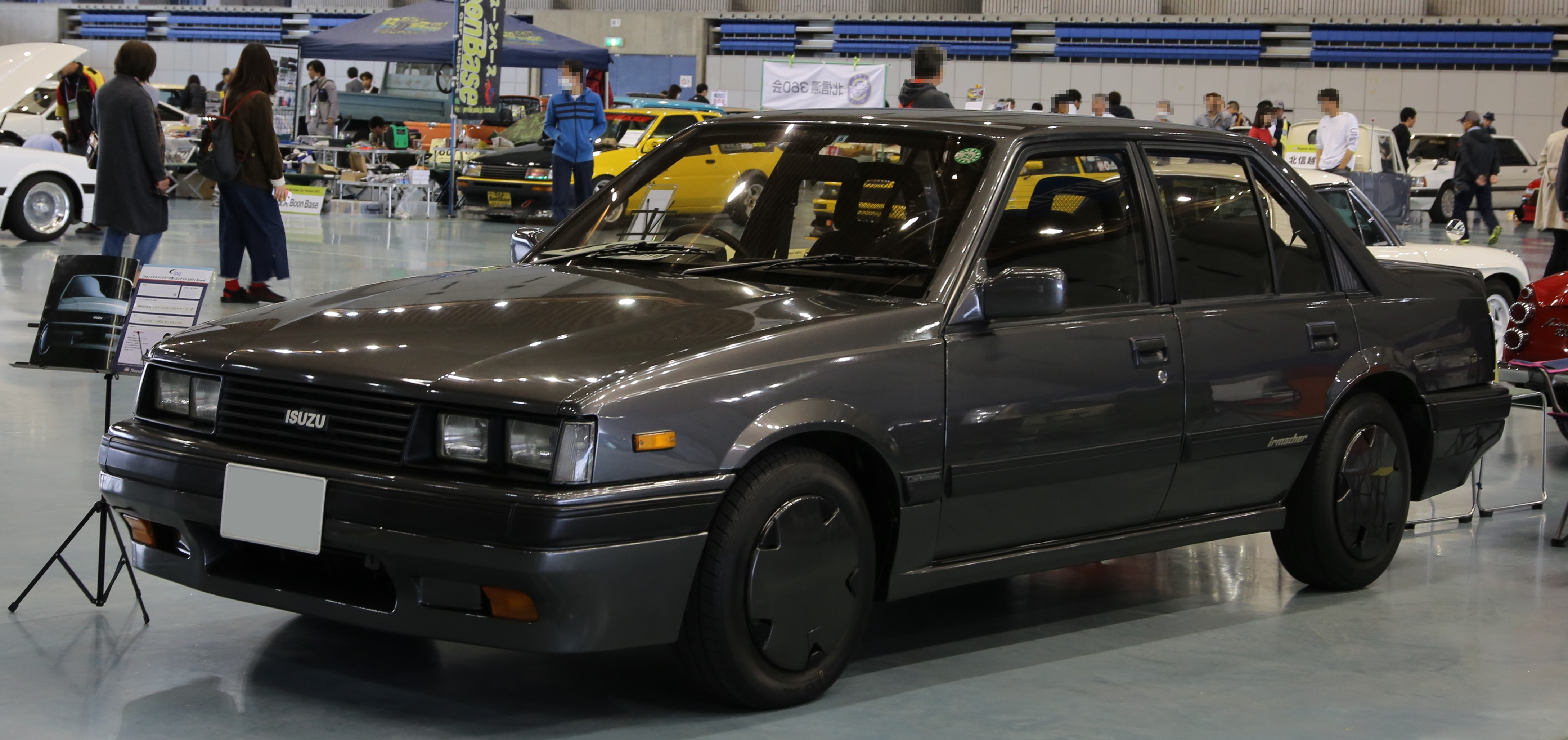
Isuzu Aska Irmscher Turbo (JJ120)

### Технические характеристики
| Isuzu Aska                      | 1800 | 2000 | 2000 Turbo | Diesel | Turbodiesel |
| ------------------------------- | --- | --- | --- | --- | --- |
| Двигатель:                      | Рядный четырёхцилиндровый (четырёхтактный)                                                                          | Рядный четырёхцилиндровый (четырёхтактный)                                                                          | Рядный четырёхцилиндровый (четырёхтактный)                                                                          | Рядный четырёхцилиндровый (четырёхтактный)                                                                          | Рядный четырёхцилиндровый (четырёхтактный)                                                                          |
| Объём:                          | 1818 см³ | 1995 см³ | 1995 см³ | 1995 см³ | 1995 см³ |
| Диаметр цилиндра × Ход поршня:  | 84 × 82 мм | 88 × 82 мм | 88 × 82 мм | 88 × 82 мм | 88 × 82 мм |
| Мощность при об/мин:            | 77 кВт (105 л. с. по стандарту JIS) при 5600                                                                        | 81 кВт (110 л. с. по стандарту JIS) при 5400                                                                        | 110 кВт (150 л. с. по стандарту JIS) при 5400                                                                       | 53,5 кВт (73 л. с. по стандарту JIS) при 4700                                                                       | 65,5 кВт (89 л. с. по стандарту JIS) при 4500                                                                       |
| Крутящий момент при об/мин:     | 152 Н⋅м при 3600 | 167 Н⋅м при 3400 | 226 Н⋅м при 3000 | 125 Н⋅м при 2500 | 186 Н⋅м при 2500 |
| Степень сжатия:                 | 9,0:1 | 8,8:1 | 8,2:1 | 21,0:1 | 21,0:1 |
| Система питания:                | 1 карбюратор с понижающим током                                                                                     | 2 карбюратора | Электронный впрыск, Турбокомпрессор                                                                                 | ТНВД | ТНВД, Турбонаддув, Интеркулер                                                                                       |
| Система газораспределения:      | OHC, привод через ремень ГРМ                                                                                        | OHC, привод через ремень ГРМ                                                                                        | OHC, привод через ремень ГРМ                                                                                        | OHC, привод через ремень ГРМ                                                                                        | OHC, привод через ремень ГРМ                                                                                        |
| Охлаждение:                     | Водяное | Водяное | Водяное | Водяное | Водяное |
| Трансмиссия:                    | 5-скор. МКПП 5-скор. ПАКП NAVi 5 (1800, 2000, Diesel) 3-скор. АКПП (кроме турбированных двигателей) Передний привод | 5-скор. МКПП 5-скор. ПАКП NAVi 5 (1800, 2000, Diesel) 3-скор. АКПП (кроме турбированных двигателей) Передний привод | 5-скор. МКПП 5-скор. ПАКП NAVi 5 (1800, 2000, Diesel) 3-скор. АКПП (кроме турбированных двигателей) Передний привод | 5-скор. МКПП 5-скор. ПАКП NAVi 5 (1800, 2000, Diesel) 3-скор. АКПП (кроме турбированных двигателей) Передний привод | 5-скор. МКПП 5-скор. ПАКП NAVi 5 (1800, 2000, Diesel) 3-скор. АКПП (кроме турбированных двигателей) Передний привод |
| Передняя подвеска:              | Макферсон | Макферсон | Макферсон | Макферсон | Макферсон |
| Задняя подвеска:                | Рессорная | Рессорная | Рессорная | Рессорная | Рессорная |
| Тормоза:                        | Передние: вентилируемые дисковые; задние: барабанные; усилитель тормозов сзади                                      | Передние: вентилируемые дисковые; задние: барабанные; усилитель тормозов сзади                                      | Передние: вентилируемые дисковые; задние: барабанные; усилитель тормозов сзади                                      | Передние: вентилируемые дисковые; задние: барабанные; усилитель тормозов сзади                                      | Передние: вентилируемые дисковые; задние: барабанные; усилитель тормозов сзади                                      |
| Рулевое управление:             | Реечное, с сервоприводом                                                                                            | Реечное, с сервоприводом                                                                                            | Реечное, с сервоприводом                                                                                            | Реечное, с сервоприводом                                                                                            | Реечное, с сервоприводом                                                                                            |
| Кузов:                          | Самонесущий (из листовой стали), с передним подрамником                                                             | Самонесущий (из листовой стали), с передним подрамником                                                             | Самонесущий (из листовой стали), с передним подрамником                                                             | Самонесущий (из листовой стали), с передним подрамником                                                             | Самонесущий (из листовой стали), с передним подрамником                                                             |
| Передняя/задняя колея колёс:    | 1405/1410 мм | 1405/1410 мм | 1405/1410 мм | 1405/1410 мм | 1405/1410 мм |
| Колёсная база:                  | 2580 мм | 2580 мм | 2580 мм | 2580 мм | 2580 мм |
| Габариты (длина/ширина/высота): | 4440 × 1670 × 1375 мм                                                                                               | 4440 × 1670 × 1375 мм                                                                                               | 4440 × 1670 × 1375 мм                                                                                               | 4440 × 1670 × 1375 мм                                                                                               | 4440 × 1670 × 1375 мм                                                                                               |
| Снаряжённая масса:              | 1020—1060 кг | 1040—1070 кг | 1070 кг | 1100—1140 кг | 11300—1170 кг |
| Максимальная скорость:          | ок. 170 км/ч | ок. 180 км/ч | ок. 195 км/ч | ок. 150 км/ч | ок. 165 км/ч |
| Расход топлива (л/100 км):      | ок. 8—12 | ок. 8—13 | ок. 10—16 | ок. 6—11 | ок. 7—11 |

### Экспортные рынки

#### Южная Америка (Чили, Эквадор)

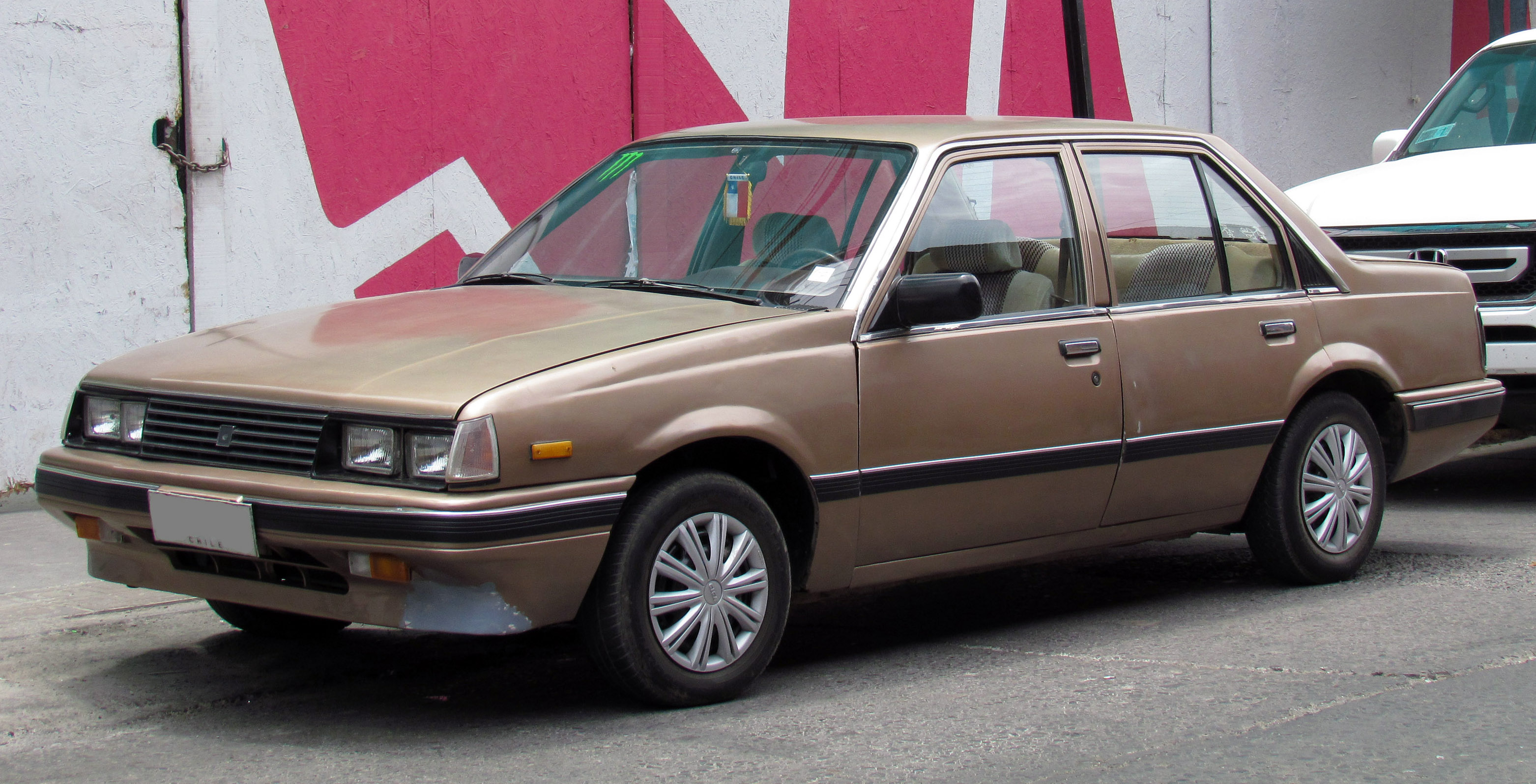
1985 Chevrolet Aska 1.8 Limited (Чили)

С 1984 года Isuzu Aska выпускался в Арике, Чили, под названием Chevrolet Aska из комплектов ЧКД. Продажи осуществлялись на внутреннем рынке Чили и в Эквадоре. Комплектации: LT, Limited и Deluxe. Автомобили оснащались 1,8-литровым двигателем мощностью 67 кВт (91 л. с.), работающим в паре с пятиступенчатой механической трансмиссией, или же 2,0-литровым двигателем мощностью 74 кВт (100 л. с.), работающим в паре с четырёхступенчатой автоматической трансмиссией.

#### Юго-Восточная Азия и Новая Зеландия
В период с 1984 по 1987 год Isuzu Aska экспортировался в Юго-Восточную Азию под названием Isuzu JJ и в Новую Зеландию под названием Holden Camira (JJ) вместо производившегося в Австралии JD Camira, поскольку были проблемы с продажами JB Camira на новозеландском рынке (тем не менее, универсал серии JD одновременно импортировался из Австралии). В 1987 году новозеландское подразделение General Motors вновь начало выпускать JE Camira из-за укрепления японской иены. В Индонезии автомобиль продавался под названием Holden Aska с 2,0-литровым двигателем мощностью 74 кВт (101 л. с.). 

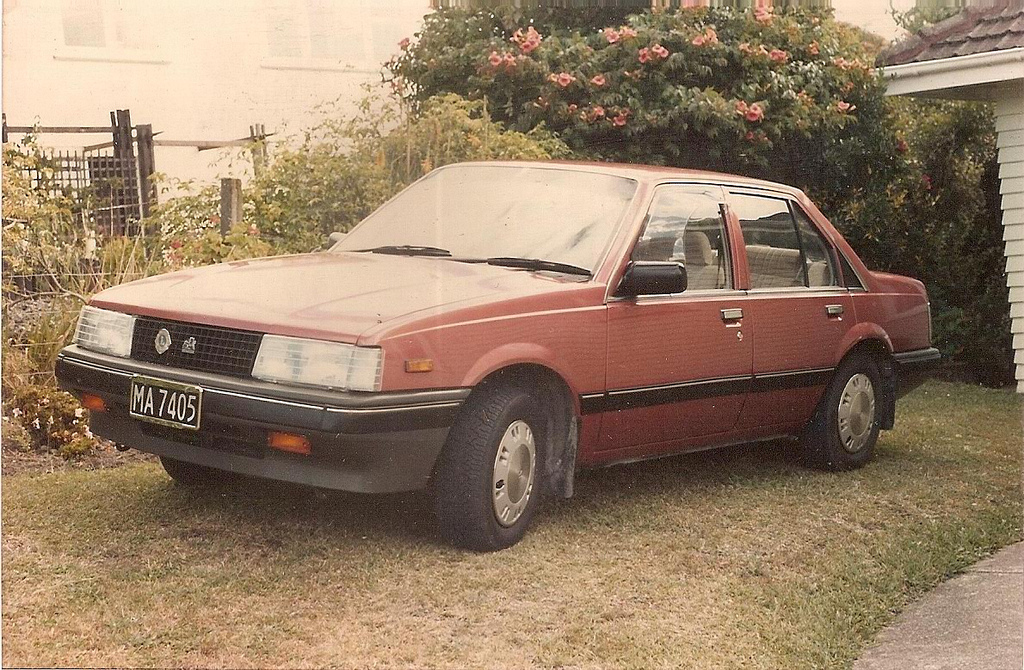
1984—1987 Holden Camira (JJ), Новая Зеландия
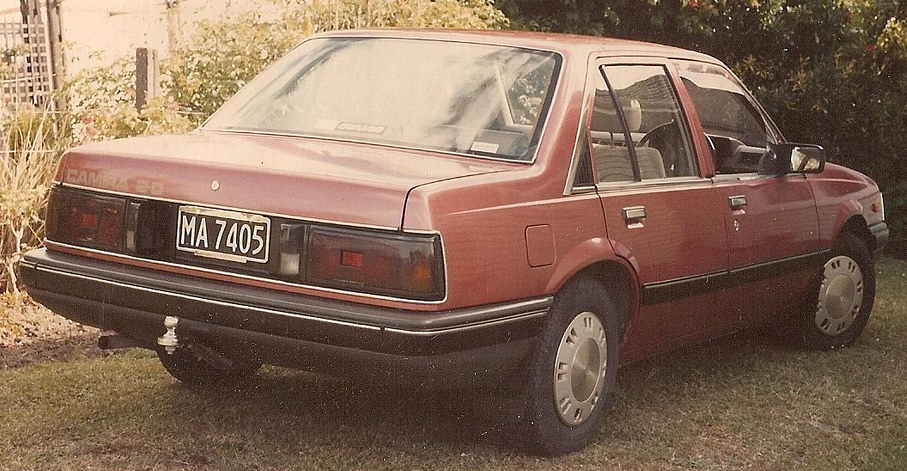
1984—1987 Holden Camira (JJ), Новая Зеландия

## Второе поколение (1990—1993)
Isuzu Aska второго поколения, дебютировавший в июне 1990 года, являлся ребеджинговым вариантом Subaru Legacy. Автомобиль продавался на японском рынке параллельно с Isuzu Bighorn. Некоторое время выпускался ребеджинговый вариант Subaru Leone Van, получивший название Isuzu Geminett II.
Автомобили Isuzu Aska второго поколения оснащались двигателями EJ объёмом 1,8—2,0 л. Двигатели имеют одинарную или двойную конструкцию с верхним расположением распределительного вала и перевёрнутую камеру сгорания.
Подача топлива в 2,0-литровый двигатель осуществлялась с помощью последовательного многоточечного впрыска топлива, а в 1,8-литровом двигателе применялась модифицированная система подачи топлива с одноточечным впрыском топлива в корпус дроссельной заслонки под названием SPFI. 2,0-литровый атмосферный двигатель DOHC имел двухступенчатый впускной коллектор.

Автомобиль с 2,0-литровым двигателем поставлялся с системой полного привода (опционально), в то время как автомобиль с 1,8-литровым двигателем поставлялся с переднеприводной компоновкой. Кузов — четырёхдверный седан. В мае 1993 года, когда закончился срок действия контракта с Subaru, производство второго поколения Isuzu Aska было завершено.

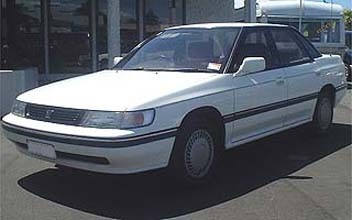
Второе поколение Isuzu Aska
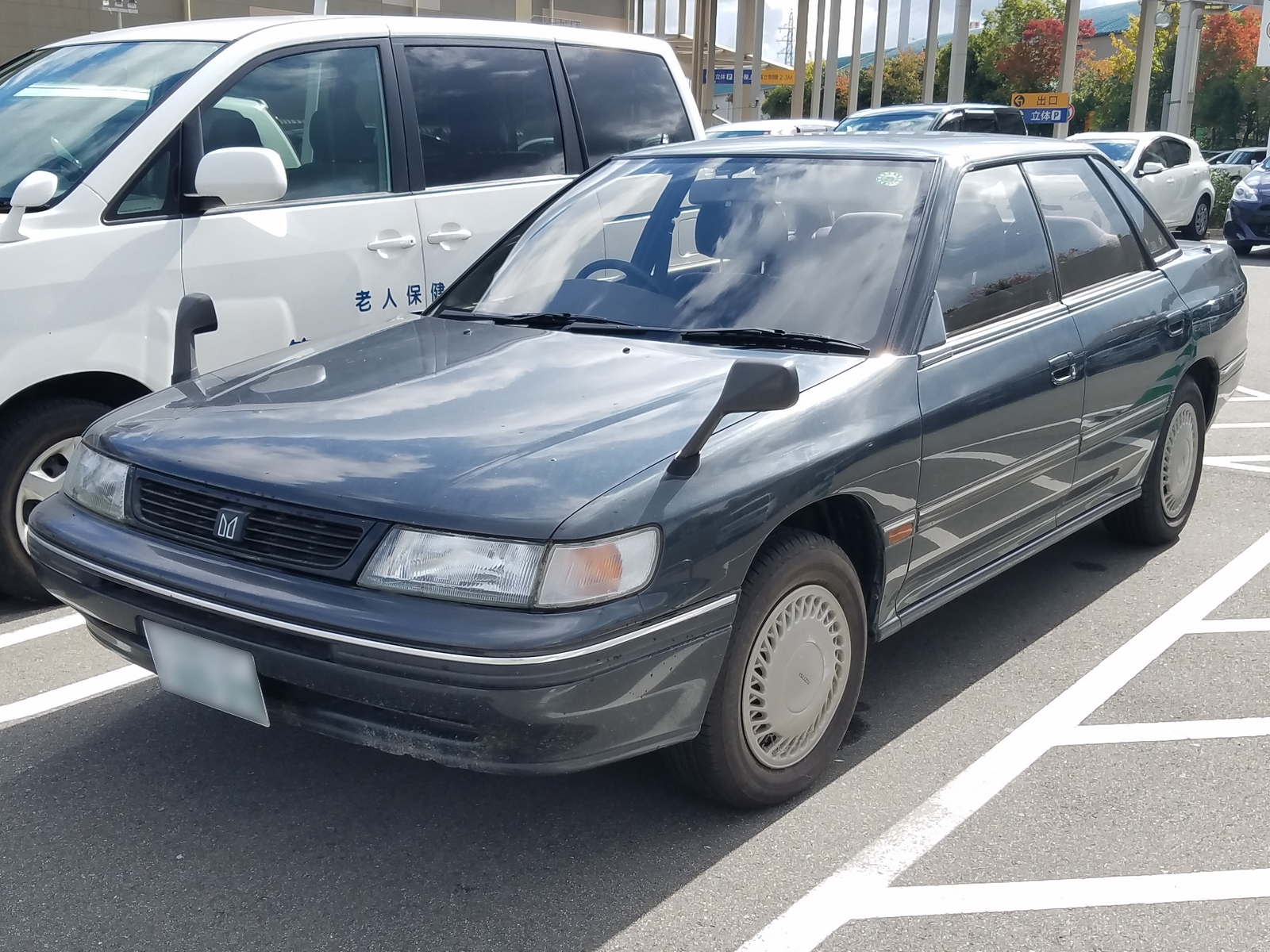
Рестайлинговый Isuzu Aska 2.0 CX Type-G
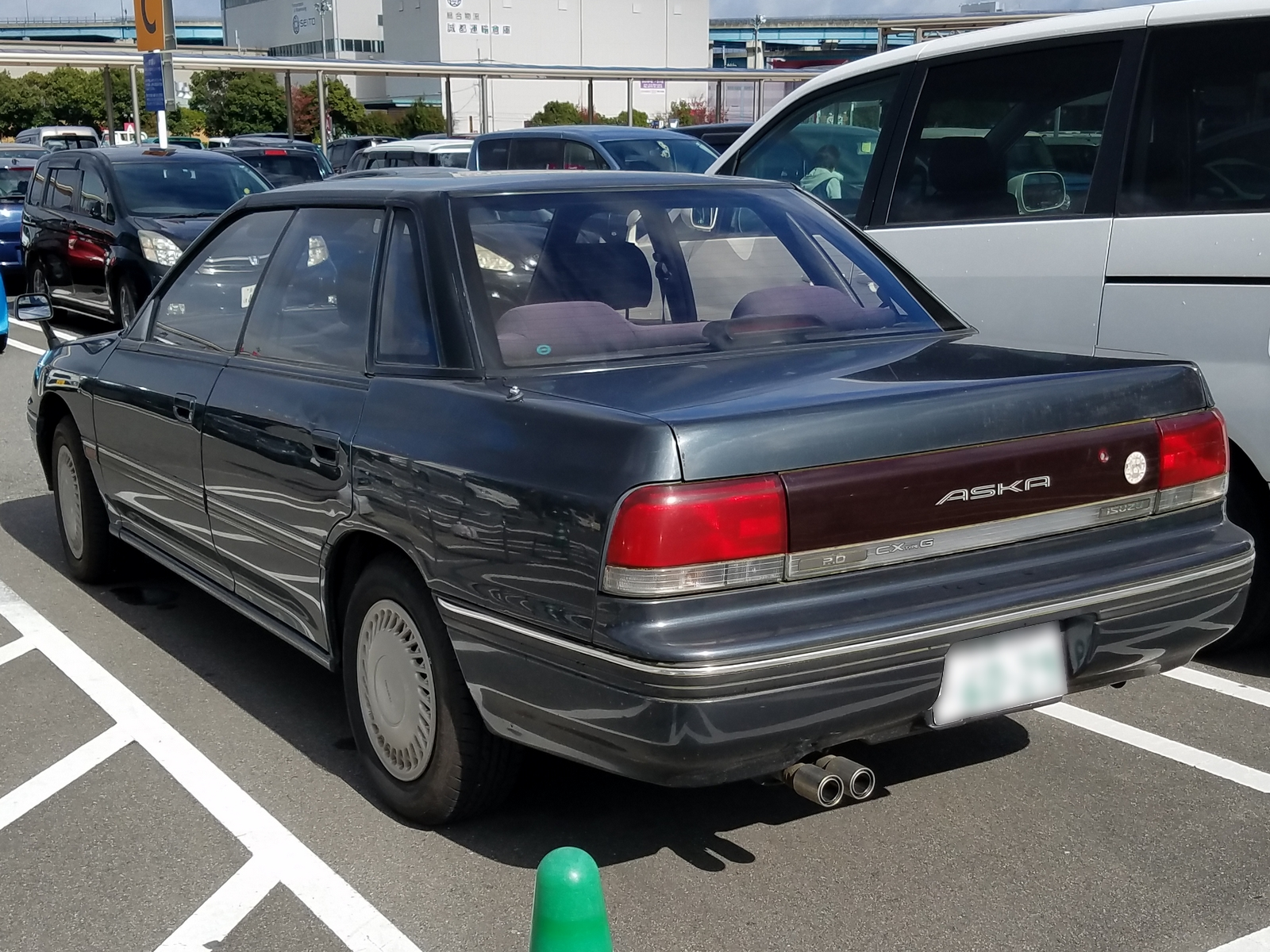
Рестайлинговый Isuzu Aska 2.0 CX Type-G

## Третье поколение (1994—1997)
В 1994 году компания Isuzu заключила альянс с компанией Honda. Таким образом, автомобили Isuzu Aska третьего поколения, дебютировавшие в марте 1994 года, являются ребеджинговыми вариантами пятого поколения Honda Accord. Отличия между Isuzu Aska и Honda Accord заключались в радиаторной решётке.

Isuzu Aska третьего поколения оснащался 2,0-литровым четырёхцилиндровым двигателем. Коробка передач — пятиступенчатая механическая или же четырёхступенчатая автоматическая. Кодовое обозначение — CJ1. В сентябре 1997 года автомобиль был снят с производства, а продажи продолжались до ноября того же года.

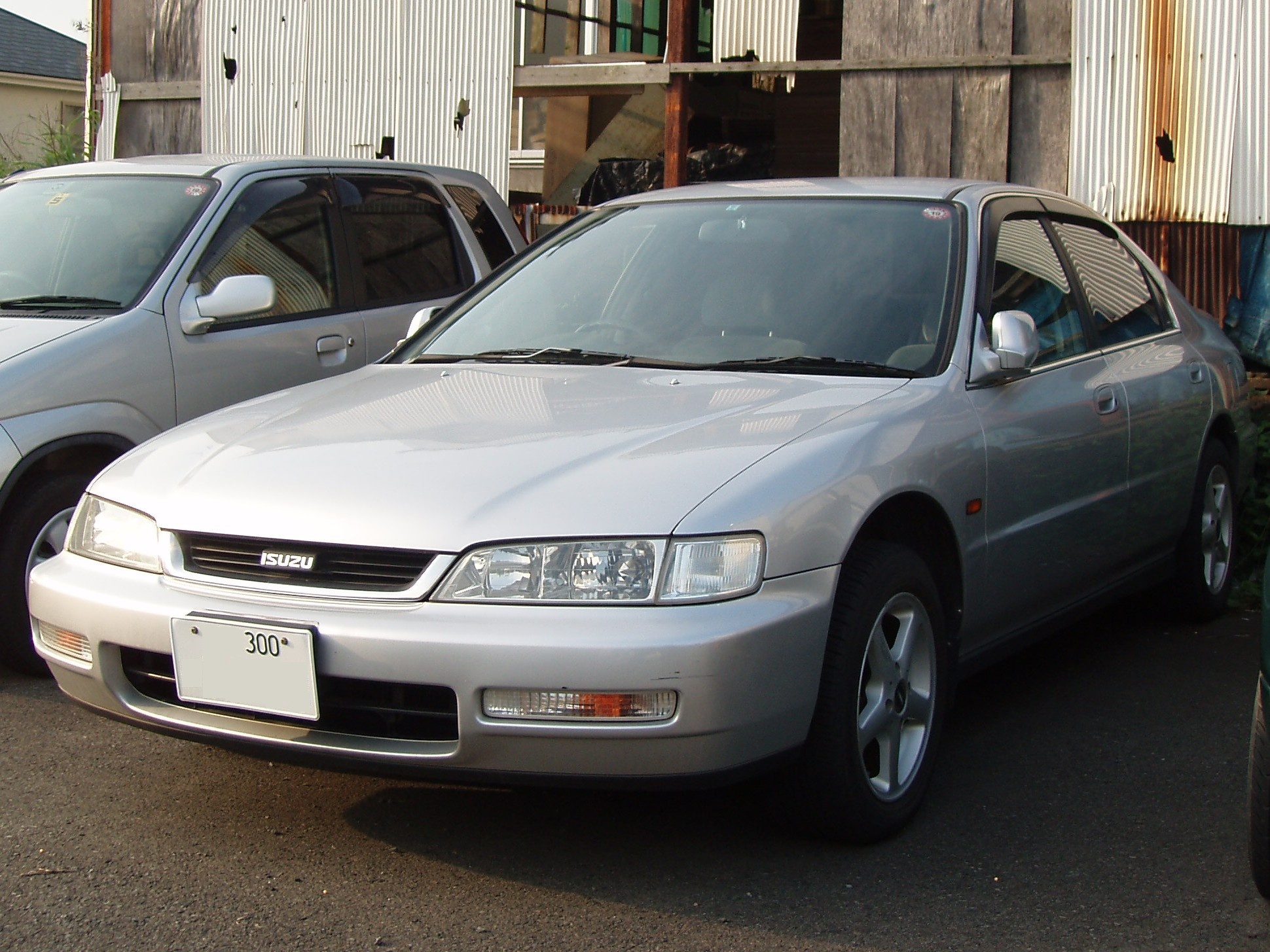
Третье поколение Isuzu Aska
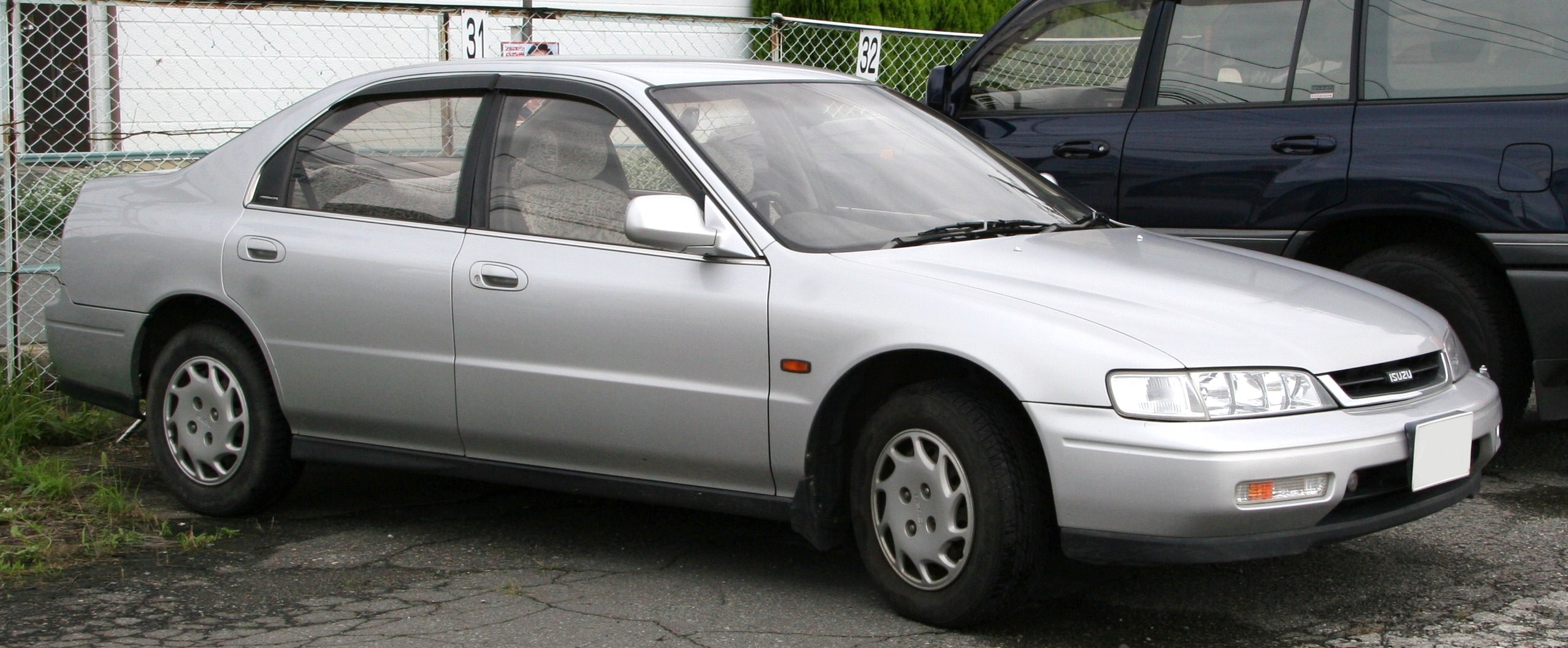
Вид спереди
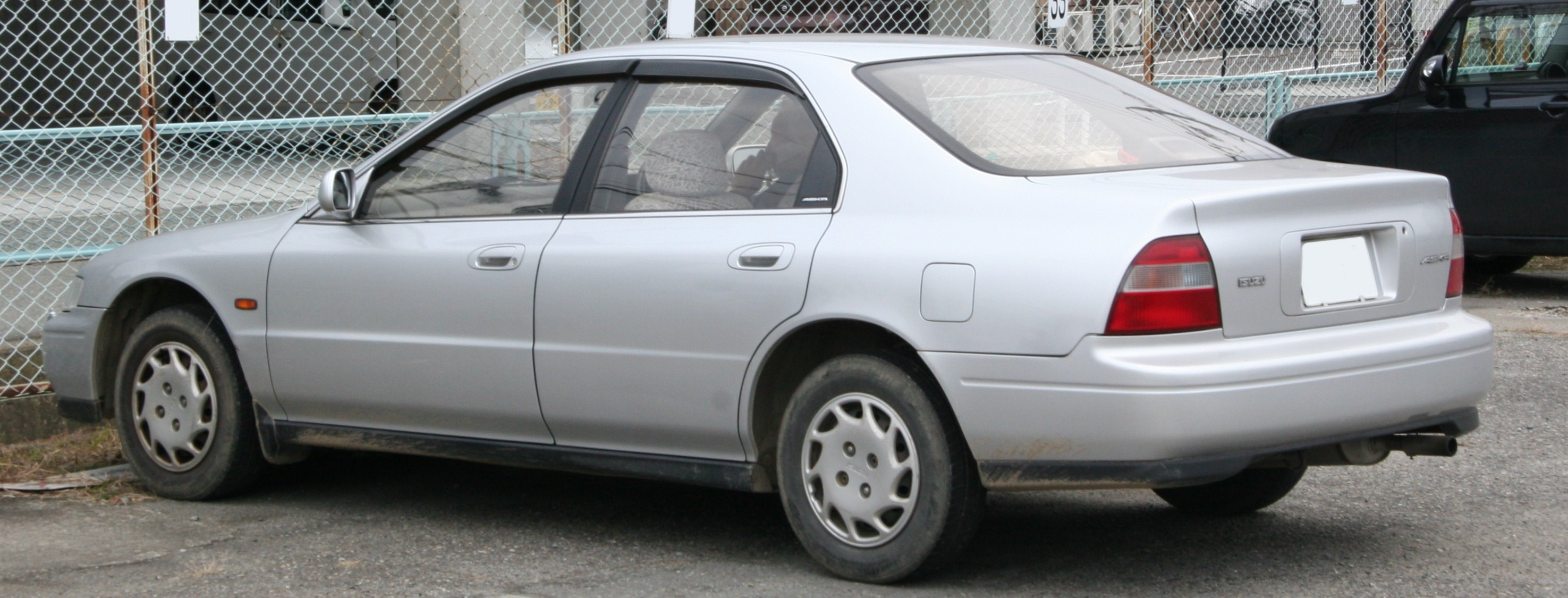
Вид сзади

## Четвёртое поколение (1998—2002)
Последнее поколение Aska было представлено в ноябре 1997 года. Автомобили выпускались на базе шестого поколения Honda Accord.
Модели, оснащённые 1,8-литровым двигателем, обозначались индексом CJ2, а модели, оснащённые 2,0-литровым двигателем — CJ3. Мощность двигателей варьировалась от 103 до 110 кВт (140—150 л. с.). Коробка передач — пятиступенчатая механическая или же четырёхступенчатая автоматическая. Отличия между Isuzu Aska и Honda Accord заключались в радиаторной решётке и колёсах.
В июне 2000 года автомобили Isuzu Aska четвёртого поколения прошли рестайлинг. Изменения коснулись бамперов, задних фонарей, экстерьера и двигателей.

В марте 2002 года производство автомобилей Isuzu Aska было завершено, а продажи продолжались до сентября того же года.

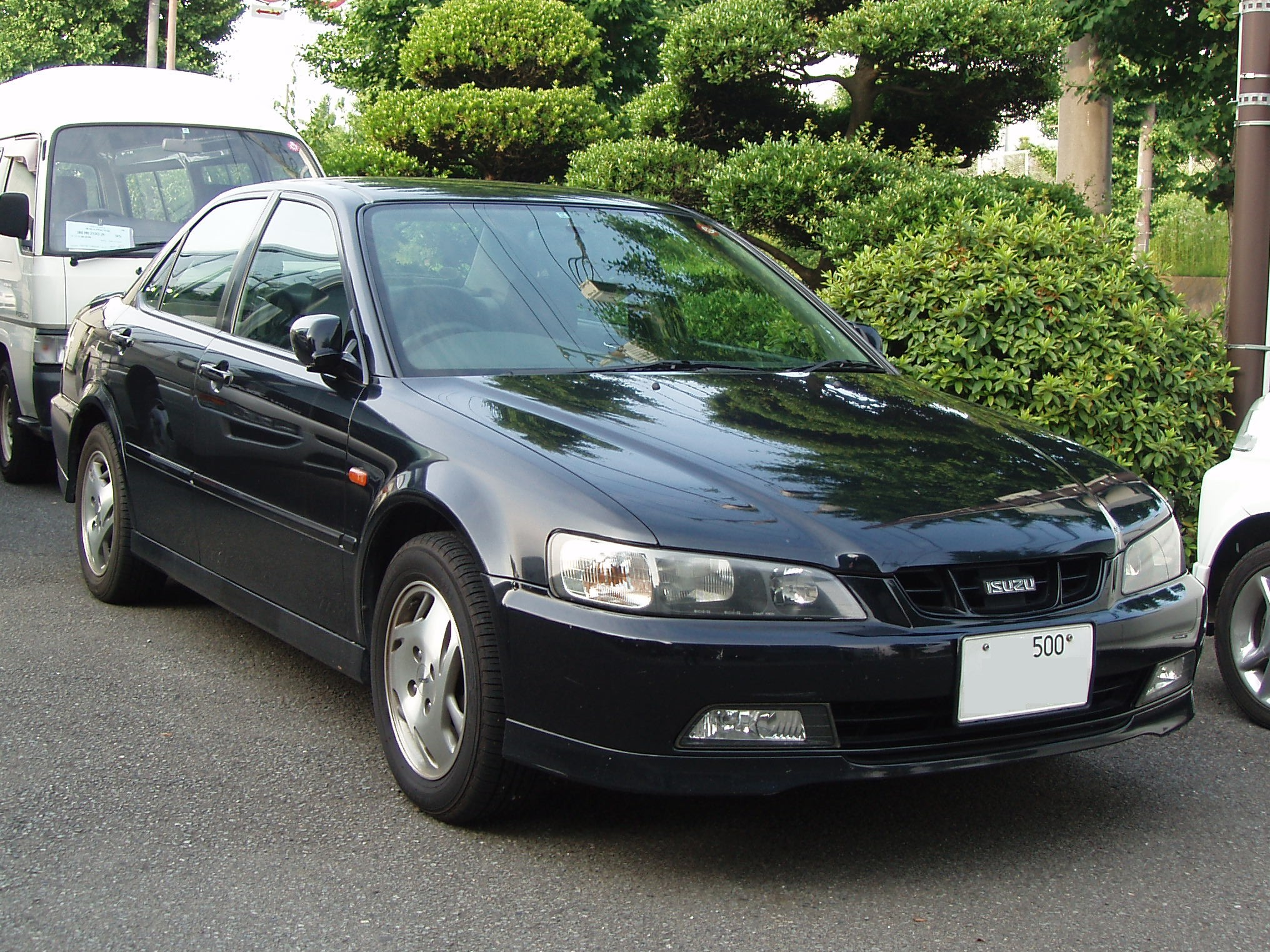
Isuzu Aska четвёртого поколения
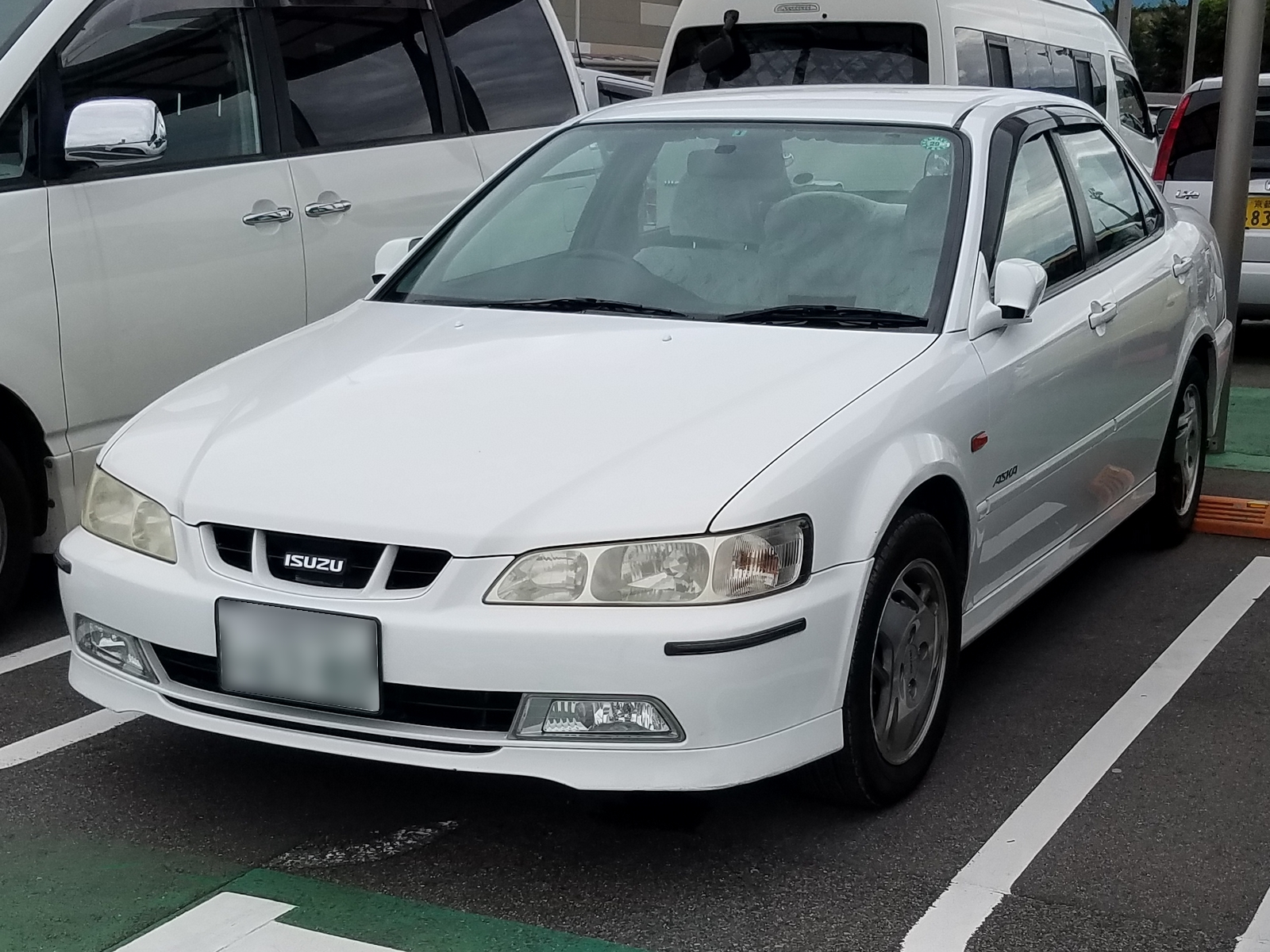
Рестайлинговый Isuzu Aska (CJ3)
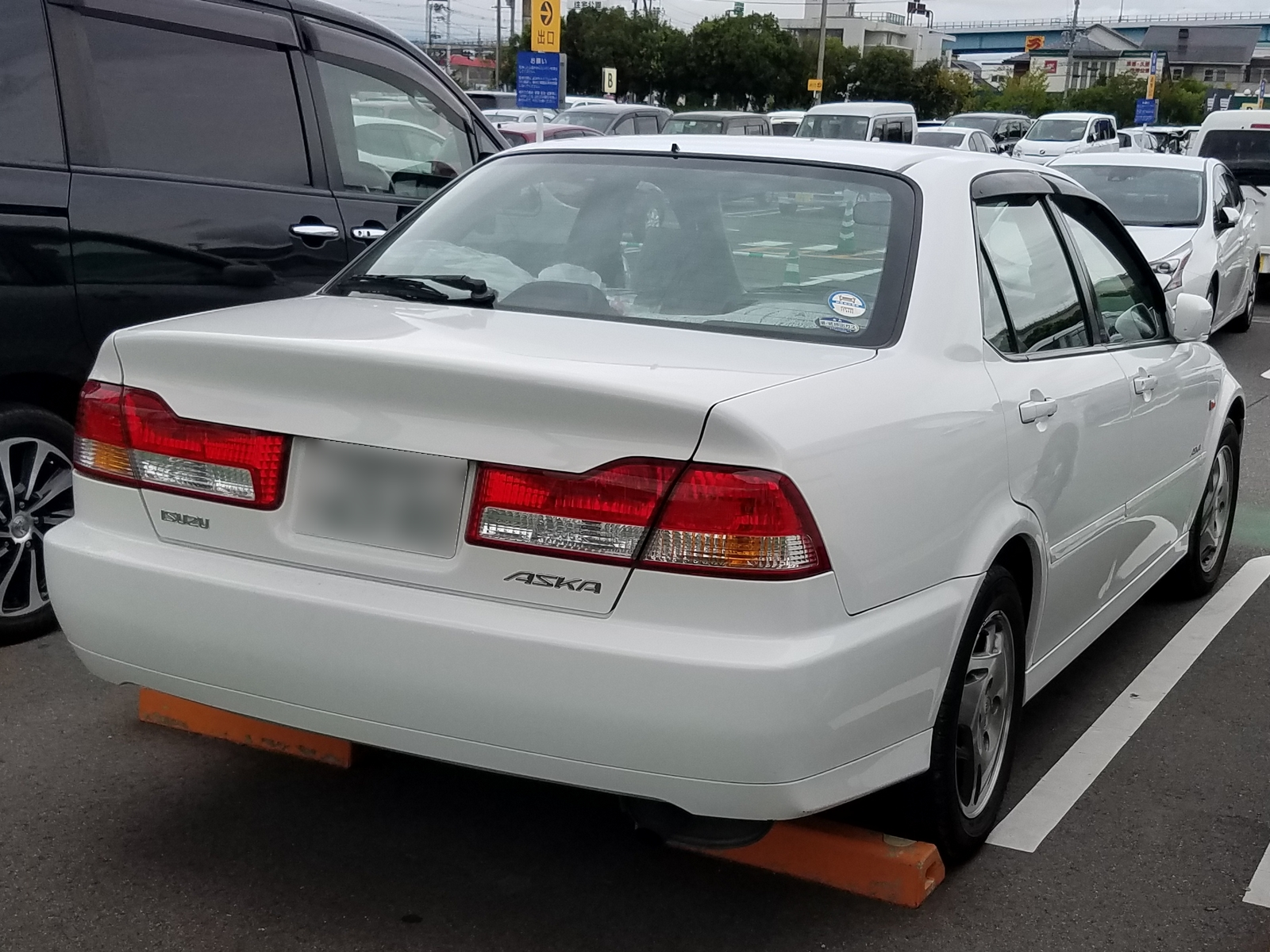
Рестайлинговый Isuzu Aska (CJ3)
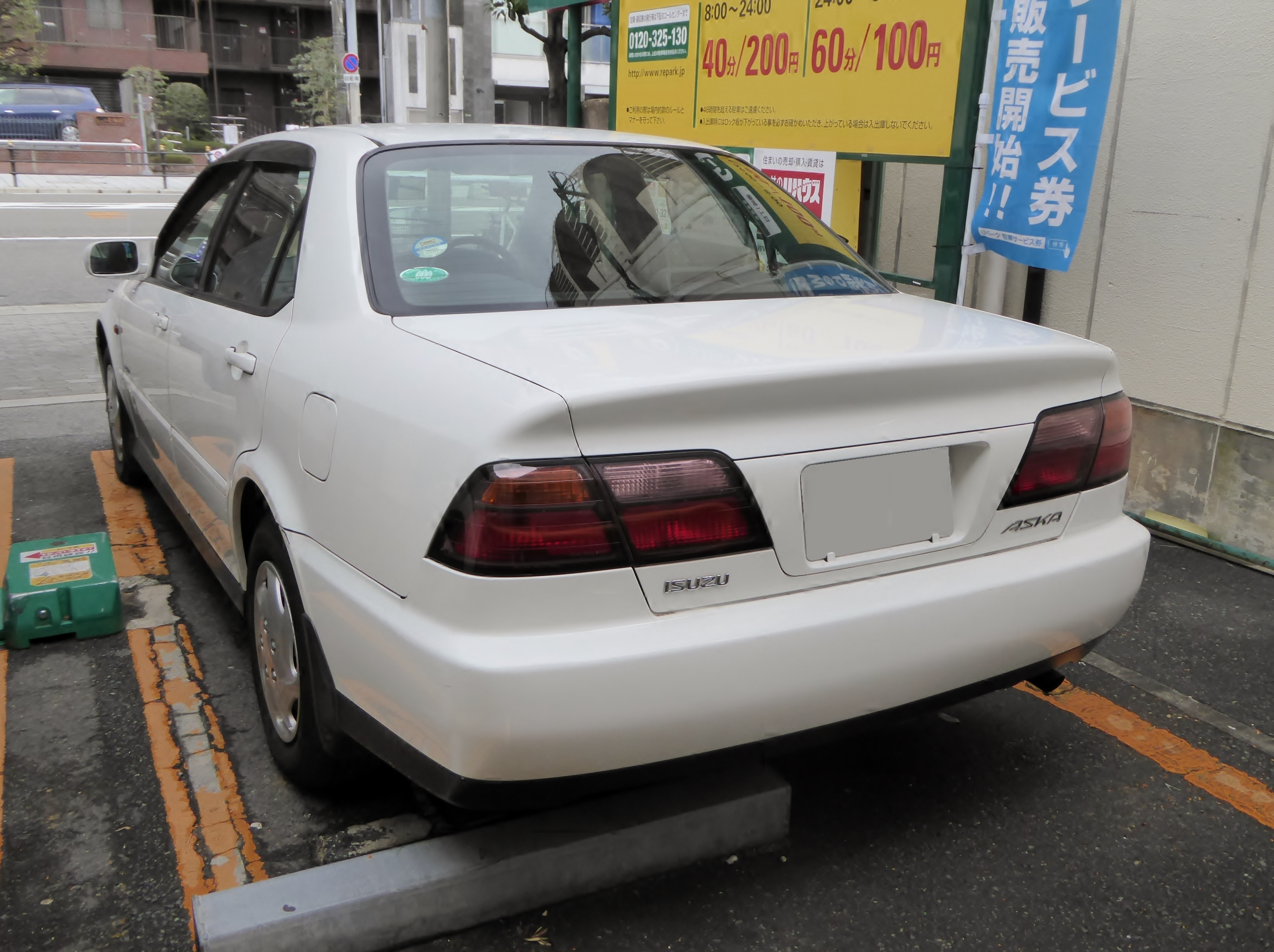
Дорестайлинговый Isuzu Aska (CJ2)